# Мастер Франке
Мастер Франке, брат Франке (нем. Meister Francke; 1380, Нижний Рейн (регион), Северный Рейн-Вестфалия — 1435, Гамбург) — живописец, представитель «мягкого стиля» поздней готики.
Предположительно, в годы ученичества был во Франции, где испытал влияние франко-бургундской книжной миниатюры. Приблизительно в 1410—1425 годах работал в Гамбурге и Вестфалии, поэтому его принято было считать немецким художником. В настоящий момент установлено, что он был монахом-доминиканцем, родом из Нидерландов. В произведениях ярко проявилось стремление к интимной, бытовой трактовке религиозных сюжетов.
Наиболее известные работы:
- «Алтарь св. Варвары», 1410—1415, Хельсинки, Национальный музей
- «Алтарь св. Фомы», ок. 1424, Гамбург